# 同窓会

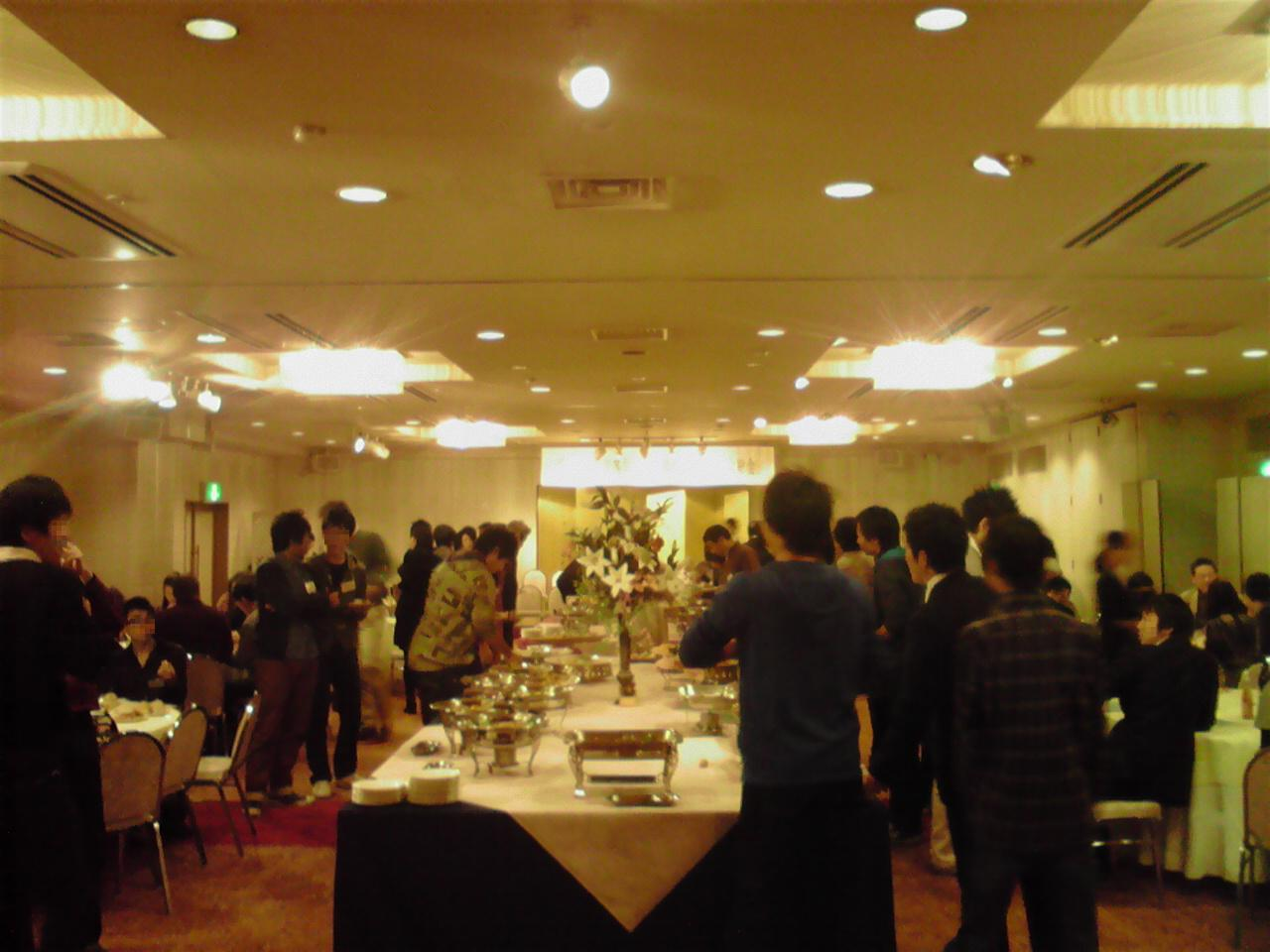
同窓会の立食パーティ

同窓会（どうそうかい）はその学校の卒業生によるもの。以下に大別される。
1. クラス会等 - 卒業生のための懇親会。
2. 卒業生団体 - 卒業生により組織される非営利団体。

本項ではこれらを総括して詳述する。

## 日本における同窓会

### クラス会等
卒業生同士が集まり、当時を振り返ったり、近況を語り合ったりすることを目的に開催される。
特に同時期に卒業した者が集まる場合を「同期会」、同じクラス（学級、ホームルームなど）であった者が集まる場合を「クラス会」、ということもある。また、卒業年代を問わない「ホームカミングデー（homecoming day）」「卒業生の集い」というものもあり、主に大学（短期大学を含む）などで開催されている。
ちなみにこれらについては、卒業生有志が主催するものがあれば、学校（次項の同窓会（卒業生団体）など）が主催するものもある。

### 卒業生団体
一般に同窓生（卒業生）間の親睦・懇親、母校・後輩への支援・後援などを目的として組織され、会則等を制定し、代表役員を定めたうえで運営される。
個別の団体名としては、「校友会」「学友会」、「OB会」、「後援会」、「学員会」などの名称を使用する場合もある。また、大学の研究室（専攻、専修）レベルにあっては、その研究室の組織する学会が実質的に同窓会の役割を果たしている場合も多い。
規模によっては社団法人等の法人格を取得している同窓会も存在するが、以前の日本では法律上の法人格取得に制限が大きかった影響もあり、一般社団法人等の法人格取得が容易になった現在でも大半はいわゆる「権利能力なき社団」として活動している。
　

#### 個人情報の管理
同窓会の運営に当たっては個人情報の適切な管理やプライバシーの保護が問題となっている。
日本では2017年5月に改正個人情報保護法が全面施行され5000人以下という従来の人数要件が撤廃され同窓会等の非営利組織も適用対象となった 。そのため個人情報の取得や保管について改正個人情報保護法の規制を受ける。なお、個人情報の取扱いに限らず、同窓会の運営においてプライバシーの侵害が発生した場合には民法上の不法行為となる恐れがある 。

#### 会員資格について
会員資格は会則で定められ、団体ごとにまちまちである。卒業者を本会員、在職歴のある教職員等を特別会員とすることが通例であり、在籍学生を学生会員として扱う団体もある。
学生会員制度のない中退者などの在籍経験者は会員資格がないことが通例だが、日本工業大学駒場高等学校を中退した河村隆一が出身高校の同窓会で「OB」とされているケースもあり、中退者などに何らかの資格を与えている団体も存在すると推察される。

## 米国における同窓会

### 活動
アメリカ最初のカレッジは私立大学で特に資金獲得が重要であり、私立大学では1800年代から同窓会組織を通じた寄付金集めが行われてきた。同窓会を通じた資金獲得の動きは州立大学（公立大学）でも見られるようになっている。
高等教育機関の同窓会担当者、広報、資金獲得担当者の専門職団体として、1974年に全米同窓会協議会と全米大学広報協会が合併して設立された、教育発展支援評議会（Council for Advancement and Support of Education）がある。この教育発展支援評議会には2007年時点で世界中の3300以上の高等教育機関や初等、中等教育機関が加盟し、2万2300人以上の会員を抱える大規模の非営利教育団体となっている。
アメリカの同窓会組織では、同窓生向けのサービスとして同窓生向けの教育プログラム、キャリアサービス、コミュニティサービス、地域ベースのイベント、ホームカミングやリユニオン、旅行プログラムの提供なども行われている。
現役学生向けには、カリフォルニア大学ロサンゼルス校（UCLA）のように奨学金制度を設けている同窓会組織もある。

### 同窓会組織の例
著名な同窓会組織の例としてハーバード大学の同窓会があり全世界70カ国に165支部がある。